# Elattostachys megalantha
Elattostachys megalantha är en kinesträdsväxtart som beskrevs av Sally T. Reynolds. Elattostachys megalantha ingår i släktet Elattostachys och familjen kinesträdsväxter. Inga underarter finns listade i Catalogue of Life.